# La Carrera Panamericana
La Carrera Panamericana – amerykański film dokumentalny o wyścigu samochodowym w Meksyku – „Carrera Panamericana”, w którym  udział wzięli muzycy Pink Floyd: David Gilmour, Nick Mason a także Steve O’Rourke.

## Lista utworów
Ścieżka dźwiękowa zawiera utwory:
Utwory zremasterowane
- Signs of Life (Gilmour/Ezrin)
- Yet Another Movie (Gilmour/Leonard)
- Sorrow (Gilmour)
- One Slip (Gilmour/Manzanera)
- Run Like Hell (Gilmour/Waters)

Nowo nagrane utwory
- Country Theme (Gilmour)
- Small Theme (Gilmour)
- Big Theme (Gilmour)
- Carrera Slow Blues (Gilmour/Wright/Mason)
- Mexico '78 (Gilmour)
- Pan Am Shuffle (Gilmour/Wright/Mason)